# 特里韋爾皮斯島
特里韋爾皮斯島（英語：Trivelpiece Island）是南極洲的島嶼，位於哈弗韋島東北面，處於懷利灣，屬於帕默群島的一部分，以海鳥生態研究人員命名，現時由南極條約體系管理。